# Xenolumpenus longipterus
Xenolumpenus longipterus är en fiskart som beskrevs av Wataru Shinohara och Yoshitaka Yabe 2009. Xenolumpenus longipterus ingår i släktet Xenolumpenus och familjen taggryggade fiskar. Inga underarter finns listade i Catalogue of Life.